# Dereźnia-Zagrody
Dereźnia-Zagrody is een plaats in het Poolse district  Biłgorajski, woiwodschap Lublin. De plaats maakt deel uit van de gemeente Biłgoraj en telt 480 inwoners.